# Тетевен
Тетевен (буг. Тетевен) град је у Републици Бугарској, у средишњем делу земље, седиште истоимене општине Тетевен у оквиру Ловечке области.

## Географија
Положај: Тетевен се налази у средишњем делу Бугарске. Од престонице Софије град је удаљен 105 km североисточно, а од обласног средишта, Ловеча град је удаљен 50 km југозападно.
Рељеф: Област Тетевена се налази у области средишњег била Старе Планине. Дата област обухвата северне падине око горњег дела тока реке Вит. Град се сместио у невеликом проширењу дате долине, на приближно 500 m надморске висине.
Клима: Клима у Тетевену је конитнентална.
Воде: Кроз Тетевен протиче река Вит горњим делом свог тока.

## Историја
Област Тетевена је првобитно било насељено Трачанима, а после њих овом облашћу владају стари Рим и Византија. Јужни Словени ово подручеје насељавају у 7. веку. Од 9. века до 1373. године област је била у саставу средњовековне Бугарске.
Крајем 14. века област Тетевена је пала под власт Османлија, који владају облашћу 5 векова.
Године 1878. град је постао део савремене бугарске државе. Насеље постоје убрзо средиште окупљања за села у околини, са више јавних установа и трговиштем.

## Становништво
По проценама из 2007. године. Тетевен је имао око 11.000 ст. Огромна већина градског становништва су етнички Бугари. Остатак су махом Роми. Последњих деценија град губи становништво због удаљености од главних токова развоја у земљи.
Претежан вероисповест месног становништва је православна.

## Партнерски градови
- Frutigen
- Ладисполи

## Галерија
- Зграда општине
- Трговачка улица
- Читалиште у Тетевену
- Градски музеј